# Gillian Bond
Gillian Bond es una deportista británica que compitió en remo. Ganó dos medallas en el Campeonato Mundial de Remo, plata en 1986 y bronce en 1988.

## Palmarés internacional
| Campeonato Mundial | Campeonato Mundial       | Campeonato Mundial | Campeonato Mundial |
| Año                | Lugar                    | Medalla            | Prueba             |
| ------------------ | ------------------------ | ------------------ | ------------------ |
| 1986               | Nottingham (Reino Unido) | Medalla de plata   | Doble scull ligero |
| 1988               | Milán (Italia)           | Medalla de bronce  | Doble scull ligero |